# Kraï de Perm
Pour les articles homonymes, voir Perm (homonymie).
Le kraï de Perm (en russe : Пе́рмский край, Permski kraï), officieusement région de la Kama (en russe : Прика́мье, Prikame), est une entité fédérale russe créée le 1er décembre 2005, à la suite du référendum de 2004 sur la fusion de l'oblast de Perm et du district autonome de Komi-permiak. La ville de Perm devint la capitale administrative de la nouvelle entité agrandie.

## Géographie
Le kraï de Perm est situé à l'est de la plaine d'Europe orientale et sur la pente occidentale de l'Oural. D'une superficie totale de 160 236 km2, le kraï est à 99,8 % en Europe et 0,2 % en Asie.
Le kraï de Perm voisine à son Nord la république des Komis, au nord-ouest l'oblast de Kirov, à son Sud-Ouest la république d’Oudmourtie, à son Sud la république de Bachkirie et à son Est l'oblast de Sverdlovsk.

### Rivières

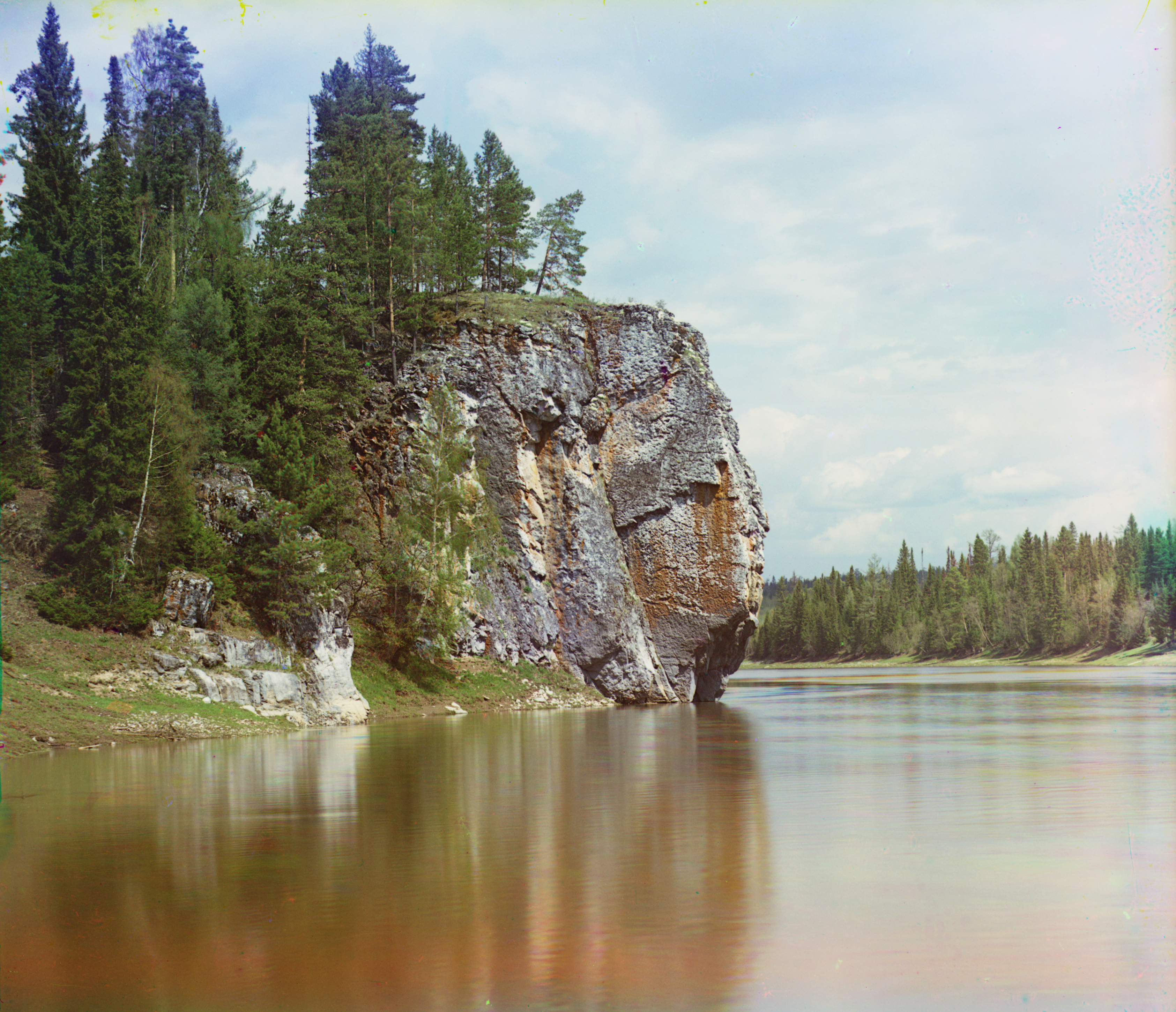
La Tchoussovaïa.

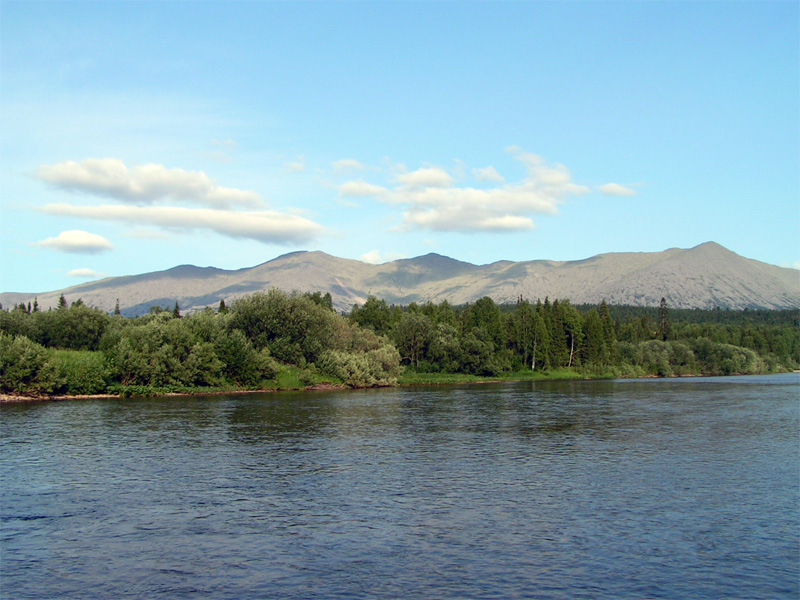
La Vichera.

Le Kraï de Perm a plus de 29 000 rivières dont la longueur cumulée dépasse 90 000 km.
Les plus longues rivières sont :
- Kama (1 805 km)
- Tchoussovaïa (592 km)
- Sylva  (493 km)
- Kolva (460 km)
- Vichera (415 km)
- Yayva (en) (403 km)
- Kosva (en) (283 km)
- Kosa (en) (267 km)
- Veslyana (en) (266 km)
- Inva (en) (257 km)
- Obva (en) (247 km)

### Zones naturelles protégées

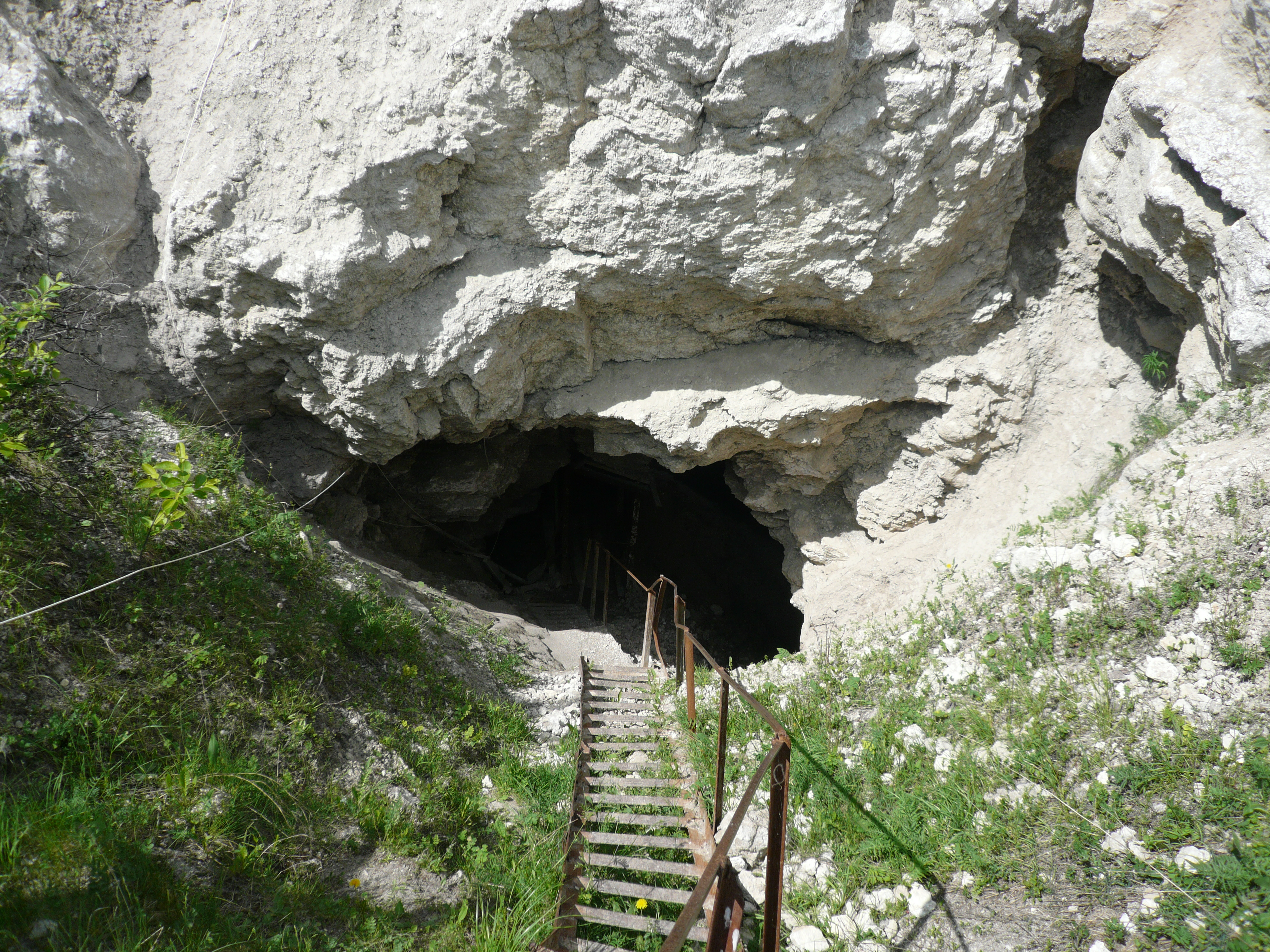
Entrée de la grotte d'Orda.

- Réserve naturelle de Basegi (en)
- Réserve naturelle de Vishera (en),
- Preduralie

## Histoire
Le district des Komis-Permiaks a toujours un statut autonome, à côté du kraï de Perm, en tant que sujet fédéral de Russie, ou auparavant dans l'Union soviétique.
Pour la période 2006-2008, le district aura un budget séparé de celui du kraï, conservant tous les transferts du fédéral. Par la suite, le budget du district sera sujet aux lois budgétaires du nouveau kraï. Cette période de transition fut insérée dans le processus, parce que le district des Komis-Permiak dépend fortement des subsides fédéraux, et une coupure brutale de ceux-ci aurait été dommageable à son économie.

## Population et société

### Démographie
| 1897*     | 1959*     | 1970*     | 1979*     | 1989*     |
| --------- | --------- | --------- | --------- | --------- |
| 2 994 302 | 2 992 876 | 3 023 443 | 3 011 540 | 3 099 994 |

| 2002*     | 2010*     | 2015      | 2016      | 2019      |
| --------- | --------- | --------- | --------- | --------- |
| 2 819 421 | 2 635 276 | 2 637 032 | 2 634 409 | 2 610 800 |

| Année | Fécondité | Fécondité urbaine | Fécondité rurale |
| ----- | --------- | ----------------- | ---------------- |
| 1990  | 1,99      | 1,80              | 2,85             |
| 1991  | 1,78      | 1,57              | 2,74             |
| 1992  | 1,62      | 1,42              | 2,48             |
| 1993  | 1,42      | 1,26              | 2,06             |
| 1994  | 1,39      | 1,25              | 1,96             |
| 1995  | 1,32      | 1,19              | 1,86             |
| 1996  | 1,31      | 1,17              | 1,85             |
| 1997  | 1,27      | 1,14              | 1,83             |
| 1998  | 1,34      | 1,20              | 1,90             |
| 1999  | 1,27      | 1,13              | 1,82             |
| 2000  | 1,30      | 1,17              | 1,80             |
| 2001  | 1,35      | 1,24              | 1,78             |
| 2002  | 1,44      | 1,32              | 1,88             |
| 2003  | 1,45      | 1,34              | 1,87             |
| 2004  | 1,44      | 1,34              | 1,85             |
| 2005  | 1,37      | 1,26              | 1,78             |
| 2006  | 1,39      | 1,26              | 1,82             |
| 2007  | 1,52      | 1,36              | 2,10             |
| 2008  | 1,63      | 1,45              | 2,30             |
| 2009  | 1,69      | 1,51              | 2,32             |
| 2010  | 1,77      | 1,58              | 2,47             |
| 2011  | 1,78      | 1,58              | 2,56             |
| 2012  | 1,91      | 1,68              | 2,89             |
| 2013  | 1,93      | 1,70              | 3,02             |
| 2014  | 1,98      | 1,72              | 3,16             |
| 2015  | 2,02      | 1,82              | 2,90             |
| 2016  | 1,98      | 1,82              | 2,71             |
| 2017  | 1,75      | 1,58              | 2,47             |

### Composition ethnique
Selon le recensement de 2010, les groupes de plus de 4 000 personnes sont :
| Groupe      | Habitants | Taux (%) |
| ----------- | --------- | -------- |
| Russes      | 2 191 423 | 87,1     |
| Tatars      | 115 544   | 4,6      |
| Komis       | 81 084    | 3,2      |
| Bachkirs    | 32 730    | 1,3      |
| Oudmourtes  | 20 819    | 0,8      |
| Ukrainiens  | 16 269    | 0,6      |
| Biélorusses | 6 570     | 0,3      |
| Allemands   | 6 252     | 0,3      |
| Tchouvaches | 4 715     | 0,2      |
| Maris       | 4 121     |          |

### Population des villes principales
Principales villes (population estimée au 1er janvier 2013) :
| Ville        | Habitants |
| ------------ | --------- |
| Perm         | 1 013 887 |
| Berezniki    | 152 966   |
| Solikamsk    | 96 306    |
| Tchaïkovski  | 82 900    |
| Koungour     | 66 478    |
| Lysva        | 64 430    |
| Tchoussovoï  | 46 037    |
| Dobrianka    | 33 466    |
| Tchernouchka | 32 807    |
| Koudymkar    | 30 162    |